# Сендіміркіно
Сендімі́ркіно (рос. Сендимиркино, чув. Мăньял Хапăс) — присілок у складі Вурнарського району Чувашії, Росія. Входить до складу Вурманкасинського сільського поселення.
Населення — 592 особи (2010; 696 у 2002).
Національний склад:
- чуваші — 99 %